# 杉山直也
杉山 直也（すぎやま なおや、1985年12月18日 - ）は、静岡県出身のプロバスケットボール選手である。ポジションはポイントガード。
島田工業高校から自衛隊に入隊し、習志野駐屯地第一空挺団に配属。2005年、新潟アルビレックスA2に入団。2006年、A1に昇格したが、出場機会なく再びA2に降格。その後新潟を離れ富士市消防本部に勤務していたが、2014年に埼玉ブロンコスと契約しプロ選手として復帰した。2014-15シーズン終了をもって契約は満了し、退団した。